# Grå fingersvamp
Grå fingersvamp (Clavulina cinerea) är en svampart som först beskrevs av Pierre Bulliard (v. 1742–1793), och fick sitt nu gällande namn av Joseph Schröter 1888. Grå fingersvamp ingår i släktet Clavulina,  och familjen Clavulinaceae.  Arten är reproducerande i Sverige. Inga underarter finns listade.